# Emilie Aubry (Radsportlerin)
Emilie Aubry (* 16. Februar 1989) ist eine ehemalige Schweizer Radrennfahrerin.

## Sportliche Laufbahn
Im Jahr 2008 wurde Aubry Schweizer Vize-Meisterin der Juniorinnen im Strassenrennen; im Jahr darauf belegte sie bei der Meisterschaft der Frauen Platz drei. Den Titel gewann sie 2010.
Mehrmals startete Aubry bei UCI-Strassen-Weltmeisterschaften. Zweimal beendete sie das Strassenrennen: 2010 wurde sie in Geelong 59., 2011 in Kopenhagen 71.
Aubry beendete ihre internationale Karriere nach der Saison 2015.

## Teams
- 2009–2010: Cervélo-Lifeforce Cycling Team
- 2011 Nederland Bloeit
- 2012 Team GSD Gestion
- 2013–2015 Bigla Cycling Team